# Lefkasio
Lefkasio (in greco Ερινεός?) è un ex comune della Grecia nella periferia della Grecia Occidentale (unità periferica dell'Acaia) con 3 892 abitanti secondo i dati del censimento 2001.
È stato soppresso a seguito della riforma amministrativa, detta Programma Callicrate, in vigore dal gennaio 2011 ed è ora compreso nel comune di Kalavryta.

## Località
Lefkasio è suddiviso nelle seguenti comunità (i nomi dei villaggi tra parentesi):
- Agios Nikolaos
- Ano Kleitoria
- Armpounas (Armpounas, Kalamaki)
- Drymos (Drymos, Kato Drymos)
- Filia (Filia, Agioi Theodoroi, Kalyvia, Zevgolatio)
- Glastra (Agios Vlasios, Glastra)
- Kastelli
- Kastria
- Kleitor
- Kleitoria (Kleitoria, Valtos, Elafyto, Zarelia, Kallithea)
- Krinofyta
- Lefkasio
- Lykouria (Lykouria, Kerasia, Spilia)
- Pankrati (Pankrati, Pankrataiika Kalyvia, Sella, Steno)
- Planitero
- Tourlada